# Лашчов
Лашчов (пољ. Łaszczów) град је у Пољској у Војводству лублинском. По подацима из 2012. године број становника у месту је био 2203.

## Становништво
| 2012. |
| ----- |
| 2.203 |